# Ростовцев (монітор)
Ростовцев — річковий монітор проєкту СБ-37 (тип «Желєзняков», також тип «Лєвачов»), броненосний артилерійський корабель прибережної дії ВМФ СРСР. Брав участь у Другій світовій війні.

## Особливості проєкту
«Ростовцев» — один із серії з шести річкових моніторів, побудованих у 1934–1937 роках на заводі «Ленінська кузня» в Києві для Дніпровської військової флотилії. Проєкт моніторів СБ-37 був розроблений конструкторським судно-механічним бюро заводу на чолі з Олександром Байбаковим і Михайлом Бойком.

## Історія корабля

Монітори типу «Желєзняков» на Дніпрі у Києві, 1939 рік (кадр з кінохроніки).

Кораблі проєкту СБ-37 отримали імена моряків-учасників громадянської війни. «Ростовцев» названий на честь учасника громадянської війни в Росії Ростовцева, що загинув у 1919 році на Балтиці під час боїв між червоним та британським флотами.
«Ростовцев» був закладений на київській судноверфі «Ленінська кузня» 31 липня 1934 року. Спущений на воду 13 травня 1937 року. Увійшов до бойового складу Дніпровської військової флотилії у тому ж місяці.
2 червня 1940 року корабель спустився по Дніпру з Києва до Одеси, куди після бойових навчань прибув на початку липня. 5 липня монітора включено до складу Дунайської військової флотилії.
22 червня 1941 року, у перший же день німецького вторгнення «Ростовцев» патрулював державний кордон на Дунаї. 8 липня, коли ворожі війська форсували річку Прут, «Ростовцев» разом з однотипними моніторами «Желєзняков» та «Жемчужин» отримали наказ прориватися до міста Ізмаїл у гирлі Дунаю. 9 липня корабель без втрат та пошкоджень прибув на місце призначення. З 15 липня «Ростовцев» разом з монітором «Мартинов» надає вогневу підтримку іншим суднам та кораблям, що виходили з Дунаю до узбережжя Чорного моря. Потім «Ростовцев» забезпечує евакуацію сухопутних частин Червоної армії на лівий берег Дунаю біля Вилкове та веде артилерійський вогонь по ворогу, а 20 липня прибув до Одеси.
Рішенням командування корабель 22 липня передається у склад Пінської військової флотилії (ПВФ), а 2 серпня він вже виконує бойові завдання на Дніпрі біля містечка Ржищів. У ці дні ПВФ розділили на окремі загони річкових кораблів для дій на різних ділянках фронту. «Ростовцев» опинився у Дніпровському загоні та потім прикривав переправи біля міста Канів, взаємодіючи із 41-шою стрілецькою дивізією.
В середині серпня супротивник вийшов безпосередньо до Дніпра та захопив Канів. Таким чином, ПВФ була вимушена провести операцію з метою прориву кораблів та суден у Київ з півдня. Дніпровський ЗРК здійснив 17 — 19 серпня 1941 року так званий Канівський прорив з району Канева до Києва. Дану операцію підтримали діями військ зв'язку та польової та далекобійної артилерії сухопутних військ, яка вела вогонь по ворожим цілям з лівого берега. Загалом прорив виявився вдалим, а втрати були мінімальними.
Сам монітор під час прориву з боєм пройшов відтинки Канів - Ситники (село нині не існує) та Ходорів - Гребені, під час якого у машинний відсік влучив ворожий снаряд. А вже 19 серпня безпосередньо під Києвом корабель обстріляла своя сухопутна артилерія. Всього під час цих подій загинуло 7 червонофлотців та 5 поранено. До 21 серпня корабель знаходився на ремонті, а вже наступного дня, діючи у складі Київського загону річкових кораблів, прикриває переправу біля села Сухолуччя, що північніше Києва. 26 серпня монітор сів на мілину поблизу Сухолуччя та був атакований групою німецьких літаків. «Ростовцев» отримав 3 прямих влучання авіабомбами та затонув.
29 серпня починалися роботи по підйому корабля. В ніч на 1 вересня це вдалося, та вранці того ж дня «Ростовцев» на буксирі прибув до Києва. 13 вересня повністю відремонтований монітор повернувся до бойового складу ПВФ. Під час другого штурму Київського укріпрайону, що розпочався 16 вересня 1941 року, «Ростовцев» вів вогонь на південному фланзі укріпрайону по ворожій піхоті 29-й армійського корпусу вермахта. 18 вересня, за наказом Військової Ради 37-ї армії, під час відходу радянських військ з Києва екіпаж підірвав свій монітор у Матвіївській затоці. 6 жовтня «Ростовцев» вивели із списків кораблів ВМФ.
Після визволення Києва від німців затоплений монітор було знайдено та піднято. Але його не відновили як бойову одиницю та перевели у категорію учбово-тренувальних засобів у листопаді 1944 року. У вересні 1950 року «Ростовцева» виключено із складу флоту, а в 1955 році його здано на металобрухт.

### Командири корабля
- старший лейтенант Орлов В. М. (1940 - 26.08.1941)
- старший лейтенант Юшин Б. О. (06.09.-18.09.1941)